# The Perfect Element Part One
The Perfect Element Part One è il terzo album in studio del gruppo musicale svedese Pain of Salvation, pubblicato il 31 ottobre 2000 dalla Inside Out Music.

## Descrizione
L'album è la prima parte di un concept diviso in tre parti e ruota attorno alla formazione di due individui, concentrandosi maggiormente sugli eventi che hanno segnato la loro infanzia e la loro adolescenza.
La seconda parte, pubblicata sotto il nome di Scarsick, è uscita nel 2007.

## Tracce
Testi e musiche di Daniel Gildenlöw, eccetto dove indicato.
- Chapter I: As These Two Desolate Worlds Collide

1. Used – 5:23
2. In the Flesh – 8:36
3. Ashes – 4:28
4. Morning on Earth – 4:34

- Chapter II: It All Catches Up on You When You Slow Down

1. Idioglossia – 8:29
2. Her Voices – 7:56 (Fredrik Hermansson, Daniel Gildenlöw)
3. Dedication – 4:00
4. King of Loss – 9:46

- Chapter III: Far Beyond the Point of No Return

1. Reconciliation – 4:24
2. Song for the Innocent – 3:02
3. Falling – 1:50
4. The Perfect Element – 10:09 (Daniel Gildenlöw, Johan Langell)

Traccia bonus nell'edizione giapponese
1. Epilogue – 3:14

## Formazione
Gruppo
- Daniel Gildenlöw – voce principale, chitarra, arrangiamento, arrangiamento strumenti ad arco
- Johan Langell – batteria, cori, arrangiamento (sezione centrale traccia 12)
- Kristoffer Gildenlöw – basso, cori
- Fredrik Hermansson – tastiera, pianoforte, campionatore, arrangiamento strumenti ad arco, arrangiamento (prima metà traccia 6)
- Johan Hallgren – chitarra, cori

Altri musicisti (tracce 1, 4-6, 8 e 12)
- Mihai Cucu – strumenti ad arco
- Camilla Andersson – strumenti ad arco
- Petter Axelsson – strumenti ad arco
- Gretel Gradén – strumenti ad arco
- Johnny Björk – strumenti ad arco

Produzione
- Anders Theo Theander – produzione, missaggio, mastering
- Daniel Gildenlöw – produzione, missaggio, mastering
- Pain of Salvation – produzione
- Theo Lindmark – ingegneria del suono
- Pontus Lindmark – ingegneria del suono
- Johan Langell – missaggio, mastering
- Johan Hallgren – missaggio